# 脑苷脂

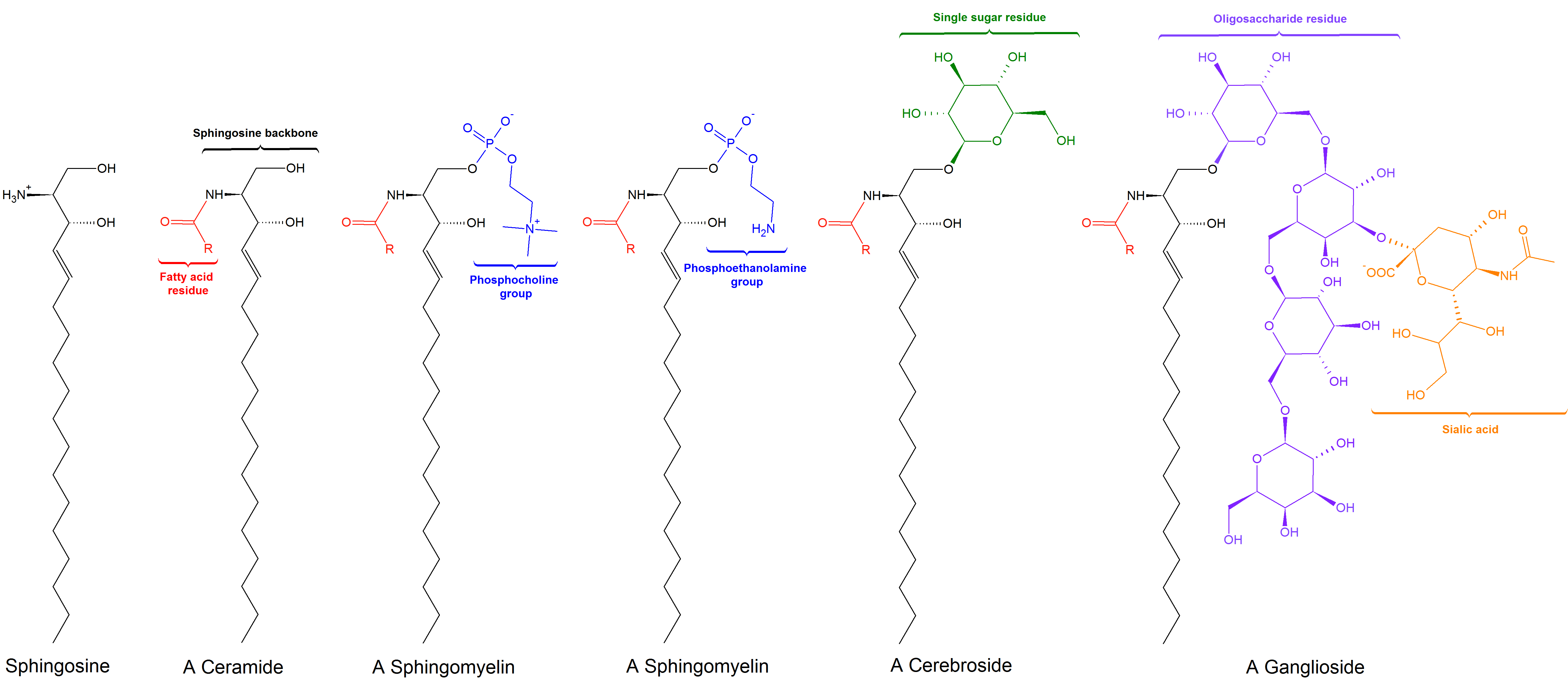
鞘脂(sphingolipid)的一般結構.

脑苷脂（英語：Cerebroside）是最早被发现的鞘糖脂，因发现于人脑而得名。由神经酰胺的1号位羟基被糖基化而得。其中的糖基可以是葡糖或半乳糖，它因此又分为葡糖脑苷脂与半乳糖脑苷脂。葡糖脑苷脂多发现於神经组织，半乳糖脑苷脂则主要分布於其他组织中。

## 外部連結
- 醫學主題詞表（MeSH）：Cerebrosides
- The Lipid Library: Monoglycosylceramides